# Trichlorek azotu
Trichlorek azotu, NCl
3 – nieorganiczny związek chemiczny z grupy halogenków azotu. Związek ten może też być traktowany jako pochodna amoniaku, w której wszystkie atomy wodoru zostały podstawione atomami chloru, stąd alternatywna nazwa trichloroamina. Jest silnie wybuchowy. Powstaje m.in. w reakcji chloru z amoniakiem i stanowi istotne zagrożenie w instalacjach przemysłowych z chlorem – dla uniknięcia jego powstawania, konieczne jest zapewnienie braku kontaktu chloru ze związkami amonowymi.

## Otrzymywanie
Po raz pierwszy został otrzymany w roku 1811 przez francuskiego chemika P. L. Dulonga. Zarówno on, jak i Humphry Davy oraz Michael Faraday odnieśli obrażenia w wyniku eksplozji podczas badań tego związku (Dulong stracił 3 palce).
Typową metodą otrzymywania trichlorku azotu jest reakcja chloru z amoniakiem lub solami amonowymi:
NH
3 + 3Cl
2 → NCl
3 + 3HCl
Na skalę laboratoryjną związek ten można otrzymać przez elektrolizę nasyconego roztworu chlorku amonu – chlor wydzielający się na anodzie, reaguje z solą amonową:
NH
4Cl + 3Cl
2 → NCl
3 + 4HCl

## Szkodliwość
Trichlorek azotu powstaje podczas dezynfekcji związkami chloru wody zanieczyszczonej substancjami zawierającymi azot (np. mocznikiem, jonami NH+
4 lub aminokwasami) i jest główną przyczyną ostrego zapachu na pływalniach krytych. Powoduje podrażnienia oczu i układu oddechowego oraz może wywoływać astmę. W celu jego rozkładu można stosować naświetlanie światłem UV o λ ≈ 360 nm.